# Těžba zlata

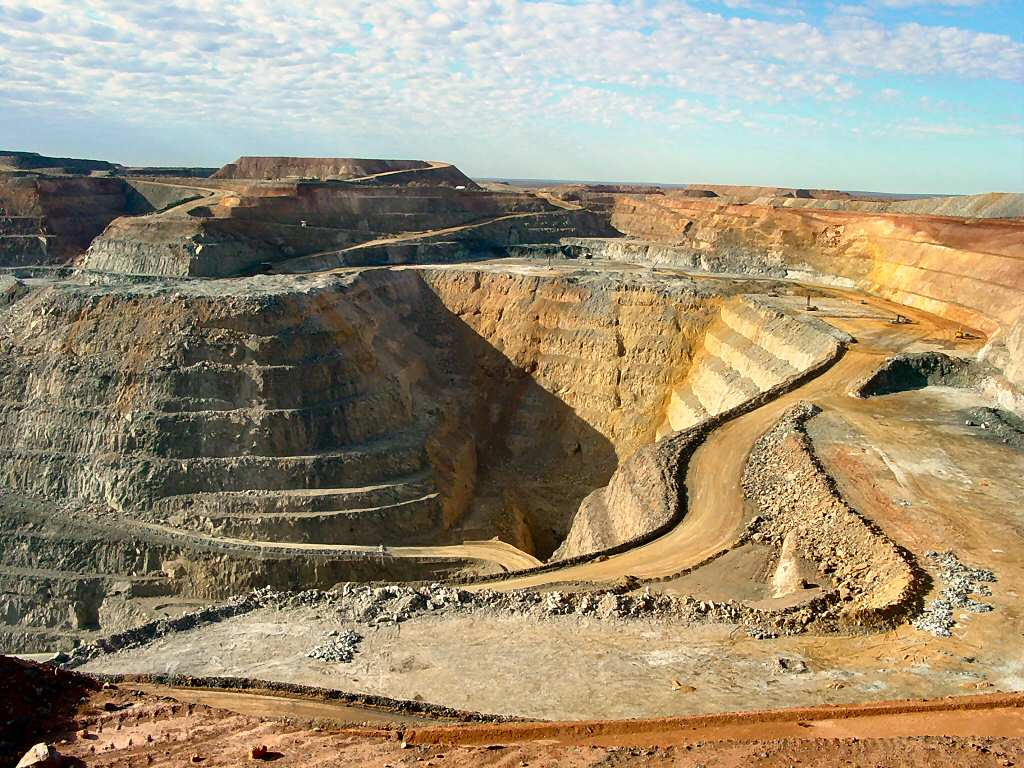
Zlatý důl v Austrálii

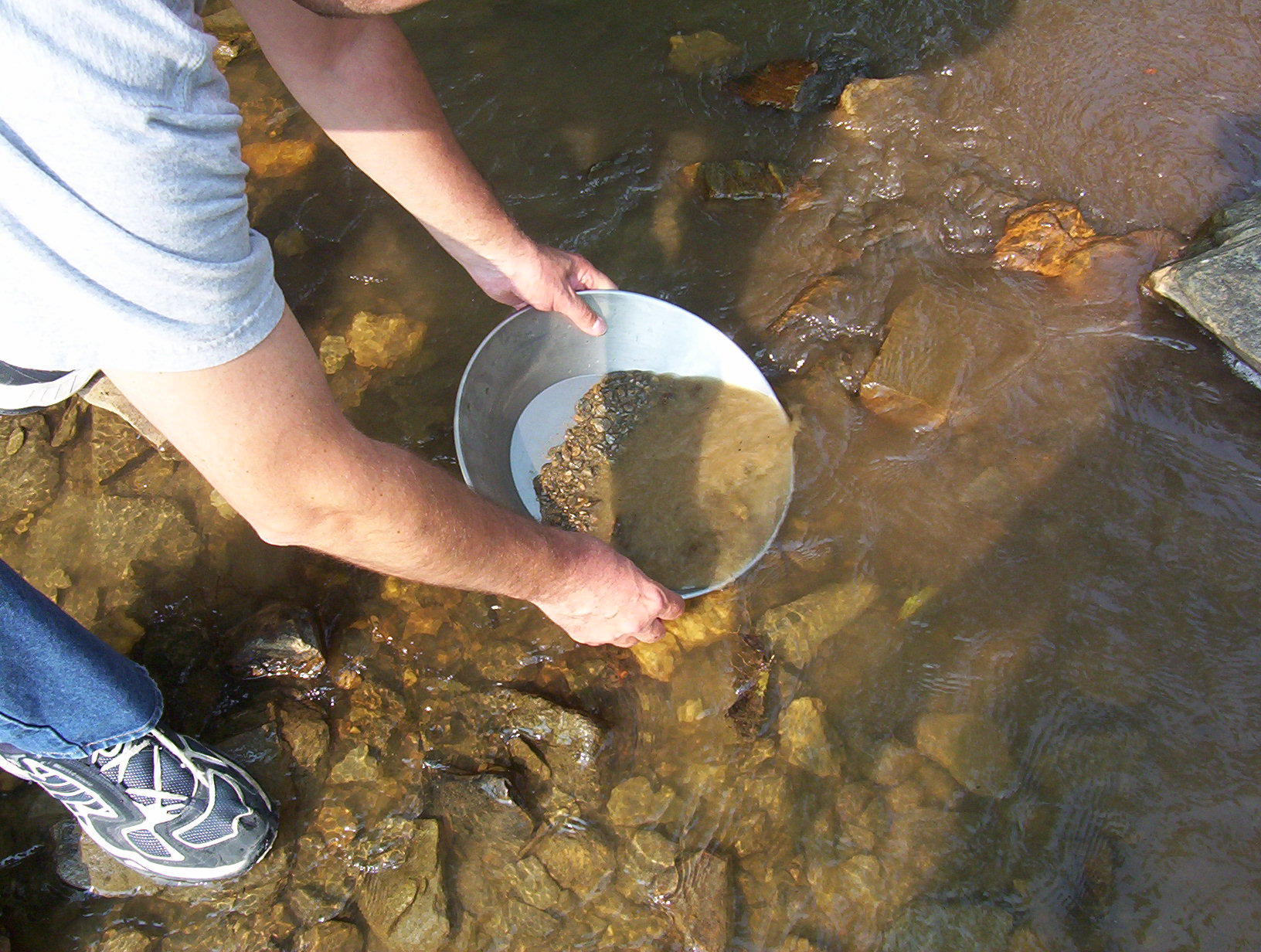
Zlatokop hledající zlato v potoce Bonanza Creek u města Dawson v kanadském teritoriu Yukon

Těžba zlata je extrakce zdrojů zlata skrze těžbu ve všech formách (ať vtroušeného v minerálech hydrotermálních žilných struktur, zlatinek až nugetů) nebo nalezišť zlata buď pod povrchem země, v hlubinných šachtách a dolech, nebo na povrchu ve skalách a v korytech řek a potoků. Tuto činnost vykonává buď jednotlivec nebo vyškolení zaměstnanci těžebních společností.

## Ruční rýžování zlata
Při ručním rýžování se nabírá směs štěrku a písku do kovové pánve a pomocí proudu vody a za neustálého kroužení pánví se z ní postupně odplavují lehčí částice. Během procesu získávání se tyto sedimenty nabírají na rýžovací pánev, se kterou se následně začne rotovat a tím odstraňovat voda a lehčí horninový materiál z pánve. Po určité době dochází k tomu, že těžší prvky (jako například zlato, které je přibližně devatenáctkrát těžší než voda, desetkrát než písek a štěrk) zůstávají na dně pánve, zatímco lehčí částice jsou odplaveny s vodou.
V současnosti je rýžování zlata oblíbenou zábavou, na které se nedá většinou zbohatnout, jelikož většina bohatých oblastí byla již vytěžena. V Česku dochází pravidelně k rýžování zlata na Otavě nedaleko obce Kestřany na Písecku ve zlatonosné řece Otavě.

## Amalgamační způsob těžby zlata
Amalgamační způsob těžby zlata z rud využívá rtuť. Tato těžba zlata je pak hlavním zdrojem kontaminace prostředí rtutí a vede i ke kontaminaci ptáků.